# Miroslav Vymazal

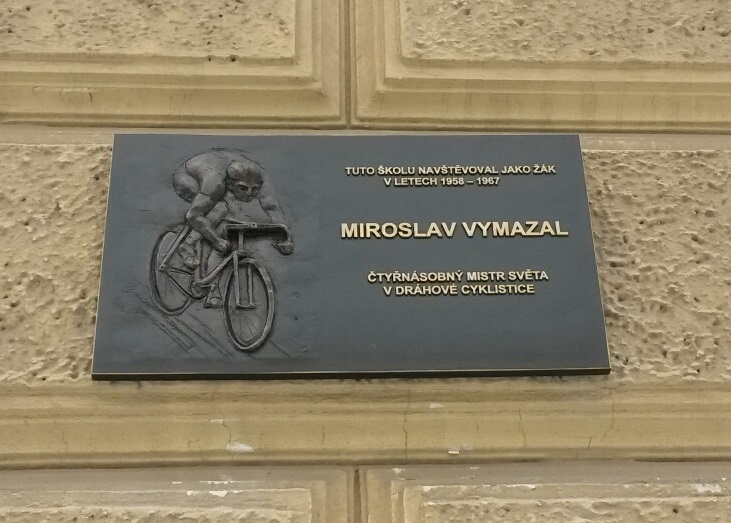
Pamětní deska na škole v Brně

Miroslav Vymazal (9. dubna 1952 Brno – 18. října 2002 Bratislava) byl československý dráhový cyklista, olympionik a mistr světa.
V letech 1958–1967 byl žákem základní školy v Brně, kde má pamětní desku. Jeho tandemovým partnerem byl Vladimír Vačkář, jeho ženou slovenská novinářka Antónia Vymazalová, která sepsala jeho biografii a vydala v roce 2007.

## Závodní výsledky
- 1972 Velká cena Framaru, Praha, vítěz
- 1973 MS San Sebastián, amatéři, tandem s Vladimírem Vačkářem, mistři světa
- 1974 MS Montréal, amatéři, tandem s Vladimírem Vačkářem, mistři světa
- 1975 MS San Sebastián, amatéři, tandem s Vladimírem Vačkářem, vicemistři světa (navíc první Poláci diskavalifikováni pro doping)[2]
- 1975 Velká cena Framaru, Praha, vítěz
- 1976 LOH Montréal 1 000 m, 9. místo
- 1977 MS San Cristóbal, amatéři, tandem s Vladimírem Vačkářem, mistři světa
- 1978 MS Mnichov, amatéři, tandem s Vladimírem Vačkářem, mistři světa
- 1979 MS Amsterdam, amatéři, tandem s Vladimírem Vačkářem, 3. místo

## Ocenění
- 1973 Král cyklistiky s Vladimírem Vačkářem
- 1977 Král cyklistiky